# Stato Pallavicino
Pour les articles homonymes, voir Pallavicino.

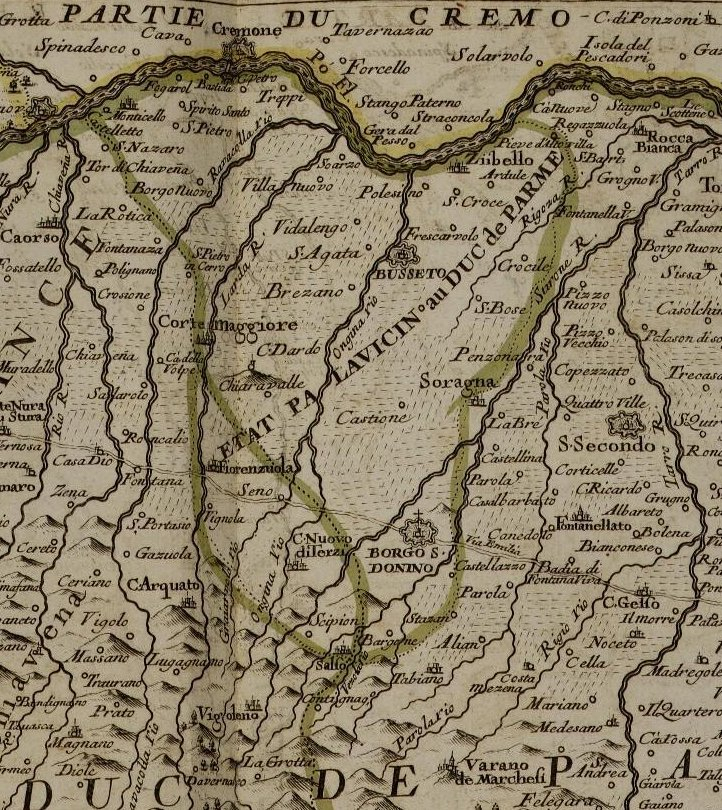
Représentation de l'État des Pallavicino sur une carte du XVIIIe siècle.

Le Stato dei Pallavicino ou État des Pallavicino est un ancien État italien, un fief impérial, d'origine féodale formé au XIIe siècle par les seigneuries de la maison des Pallavicino qu'ils conservèrent par le renouvellement des investitures impériales. 

## Formation
Il correspondait grosso modo à l'antique comté de l'Aucia entré en possession des Obertenghi et, à la suite des divisions de la dynastie, demeurée entre les mains de la branche de la famille qui prit, au XIIe siècle, le nom de Pallavicino.

## Situation
Il s'étendait sur la plaine padane entre les actuelles provinces de Plaisance et de Parme, non loin de Crémone. Situé en marge de la zone d'influence de ces trois villes, il parvint à conserver son indépendance grâce à l'alliance formée par les marquis Pallavicino avec les Visconti et les Sforza, ducs de Milan, qui en obtinrent cependant la haute souveraineté. 
À la création des duchés de Parme et Plaisance par les Farnèse, l'État Pallavicino conserva tout d'abord son indépendance mais fut définitivement annexé en 1636. Il demeura cependant, à l'image de l'État Landi, un territoire administrativement séparé des duchés de Parme et Plaisance jusqu'à la fin du XVIIIe siècle.  
Il comprenait le territoire des communes de Besenzone (PC), Busseto (PR), Castelvetro Piacentino (PC), Cortemaggiore (PC), Fidenza (PR), Medesano (PR), Monticelli d'Ongina (PC), Noceto (PR), Polesine Parmense (PR), Roccabianca (PR), Salsomaggiore Terme (PR), Varano de' Melegari (PR), Villanova sull'Arda (PC), Zibello (PR).

## Marquis du Stato dei Pallavicino
| Liste des marquis de l’État de Pallavicino | Liste des marquis de l’État de Pallavicino | Liste des marquis de l’État de Pallavicino |
| Titre                                      | Identité                                   | Période                                    |
| ------------------------------------------ | ------------------------------------------ | ------------------------------------------ |
| Marquis de Cortemaggiore                   | Rolando Ier le Magnifique Pallavicino      | 1394-1457                                  |
| Marquis de Cortemaggiore                   | Gian Ludovico Pallavicino                  | 1457-1481                                  |
| Marquis de Cortemaggiore                   | Rolando II Pallavicino (it)                | 1481-1509                                  |
| Marquis de Cortemaggiore                   | Manfredo Pallavicino                       | 1509-1519                                  |
| Marquis de Cortemaggiore                   | Cristoforo Pallavicino                     | 1519-1521                                  |
| Marquis de Cortemaggiore                   | Gerolamo Pallavicino (it)                  | 1521-1557                                  |
| Marquis de Cortemaggiore                   | Cesare Pallavicino                         | 1557-1561                                  |
| Marquis de Cortemaggiore                   | Sforza Pallavicino (it)                    | 1562-1585                                  |
| Marquis de Busseto                         | Pallavicino Pallavicini                    | 1457-1485                                  |
| Marquis de Busseto                         | Galeazzo Ier Pallavicino                   | 1485-1520                                  |
| Marquis de Busseto                         | Adalberto Pallavicino                      | 1520-1570                                  |
| Marquis de Busseto                         | Galeazzo II Pallavicino                    | 1570-1580                                  |
| Marquis de Busseto et Cortemaggiore        | Sforza Pallavicino (it)                    | 1580-1585                                  |
| Marquis de Busseto et Cortemaggiore        | Alessandro Pallavicino de Zibello (it)     | 1585-1587 (annexion par Alexandre Farnèse) |
| Marquis de Busseto et Cortemaggiore        | Alessandro Galeazzo Pallavicino            | 1636 (pendant quelques mois)               |

### Source
- (it) Cet article est partiellement ou en totalité issu de l’article de Wikipédia en italien intitulé « Stato Pallavicino » (voir la liste des auteurs).